# Teolândia
Teolândia este un oraș în statul Bahia (BA) din Brazilia.